# Norton (Gloucestershire)
Norton – wieś i civil parish w Anglii, w Gloucestershire, w dystrykcie Tewkesbury. W 2011 roku civil parish liczyła 439 mieszkańców.